# Бауерс (Пенсільванія)
Бауерс (англ. Bowers) — переписна місцевість (CDP) в США, в окрузі Беркс штату Пенсільванія. Населення — 355 осіб (2020).

## Географія
Бауерс розташований за координатами 40°29′10″ пн. ш. 75°44′35″ зх. д. / 40.48611° пн. ш. 75.74306° зх. д. (40.486066, -75.743178).  За даними Бюро перепису населення США в 2010 році переписна місцевість мала площу 1,58 км², з яких 1,58 км² — суходіл та 0,00 км² — водойми.

## Демографія
Згідно з переписом 2010 року, у переписній місцевості мешкало 326 осіб у 130 домогосподарствах у складі 100 родин. Густота населення становила 206 осіб/км².  Було 134 помешкання (85/км²).
Расовий склад населення:
| - 97,9 % — білих - 0,9 % — корінних американців - 0,6 % — чорних або афроамериканців - 0,3 % — азіатів |

До двох чи більше рас належало 0,0 %. Частка іспаномовних становила 2,1 % від усіх жителів.
За віковим діапазоном населення розподілялося таким чином: 22,7 % — особи молодші 18 років, 54,0 % — особи у віці 18—64 років, 23,3 % — особи у віці 65 років та старші. Медіана віку мешканця становила 45,8 року. На 100 осіб жіночої статі у переписній місцевості припадало 103,8 чоловіків;  на 100 жінок у віці від 18 років та старших — 92,4 чоловіків також старших 18 років.
Середній дохід на одне домашнє господарство  становив 66 670 доларів США (медіана — 73 182), а середній дохід на одну сім'ю — 75 978 доларів (медіана — 74 432). За межею бідності перебувало 12,1 % осіб, у тому числі 61,9 % дітей у віці до 18 років та 0,0 % осіб у віці 65 років та старших.
Цивільне працевлаштоване населення становило 101 особа. Основні галузі зайнятості: виробництво — 54,5 %, освіта, охорона здоров'я та соціальна допомога — 11,9 %, публічна адміністрація — 9,9 %.